# Marta Brilej
Marta Brilej (rojena Guček), slovenska partizanka in filantropinja; * 30. april 1917, Dobje pri Planini; † 24. junij 2016, Portorož.  
Bila je slovenska partizanka, politična kurirka, revolucionarka, vodja odnosov z javnostmi za jugoslovanski turizem, filantropinja, pokroviteljica umetnosti. Bila je žena diplomata in politika Jožeta Brileja. Bila je prva ženska, ki je v Beogradu vozila avto. 

## Partizanstvo
Med drugo svetovno vojno je bila aktivna članica partizanske vojske. Služila je kot politična kurirka, kasneje je za kratek čas poveljevala bataljonu. Nacisti in njihovi sodelavci so jo večkrat poskušali ujeti. Italijanski fašisti so jo ujeli in jo zaprli v Perugii. Dobila je 12-letno zaporno kazen, vendar je bila izpuščena, ko se je pridružila Italija zaveznikom. Nato se je vrnila v Slovenijo in med partizane do konca vojne.

## Odlikovanja in priznanja
| Priznanje ali odlikovanje                                | Razred    | Država | Opombe                                                           |
| -------------------------------------------------------- | --------- | ------ | ---------------------------------------------------------------- |
| Vrstni red Kreposti Nishan al-Kamal Order of the Virtues | 1. razred | Egipt  | Orden je ženski egiptovski red viteštva , kot nagrado za zasluge |